# گروور جونز
گروور جونز (انگلیسی: Grover Jones؛ ۱۵ نوامبر ۱۸۹۳ – ۲۴ سپتامبر ۱۹۴۰) یک فیلم‌نامه‌نویس و کارگردان اهل ایالات متحده آمریکا بود.

## فیلم‌شناسی
- آیرن میول (۱۹۲۵)
- نفرین‌ها! (۱۹۲۵)
- Easy Going Gordon (۱۹۲۵)
- اینو به بچه‌ها بگو (۱۹۲۶)
- رام‌کنندگان زن (۱۹۲۶)
- من را به خانه ببر (۱۹۲۸)
- شرکای جرم (۱۹۲۸)
- What a Night! (۱۹۲۸)
- The Virginian (۱۹۲۹)
- Dangerous Paradise (۱۹۳۰)
- The Light of Western Stars (۱۹۳۰)
- تام سایز (۱۹۳۰)
- هاکلبری فین (۱۹۳۱)
- دردسر در بهشت (۱۹۳۲)
- Limehouse Blues (۱۹۳۴)
- Behold My Wife (۱۹۳۴)
- زندگی بنگال لانسر (۱۹۳۵)
- The Trail of the Lonesome Pine (۱۹۳۶)
- راه شیری (۱۹۳۶)
- Captain Fury (۱۹۳۹)
- Dark Command (۱۹۴۰)
- آبه لینکلن در ایلینوی (۱۹۴۰)
- Captain Caution (۱۹۴۰)
- یک دختر، یک مرد و یک ملوان (۱۹۴۱)